# Ante Finem Saeculi
Ante finem saeculi is een oratorium gecomponeerd door Erkki-Sven Tüür. Hij schreef het werk op verzoek van de dirigent Tõnu Kaljuste, die dan ook de leiding had over de première op 26 april 1986 in Tallinn. De muziek is behoorlijk modern, rekening houdend met het feit dat Estland toen nog behoorde tot de Sovjet-Unie waar al te moderne uitingen binnen de klassieke muziek niet op prijs werd gesteld. Wellicht dat de componist daarom koos voor het klassieke genre oratorium.
De teksten die Tüür gebruikte kwamen van de dichteres Viivi Luik en Bijbelteksten uit Ecclesiastes. Het oratorium is verdeeld in vier segmenten, kortweg Tempus I-Tempus IV genoemd.
Tüür schreef het werk voor solisten, gemengd koor en een kamerorkest:
- sopraan, tenor, bas
- gemengd koor
- 3 klarineten, basklarinet, contrafagot
- 3 trompetten, 3 trombones
- pauken, 1 man/vrouw percussie, piano, klavecimbel
- violen, altviolen, cello, contrabassen